# Craig Chester
Craig Edward Chester (West Covina, 8 novembre 1965) è un attore, sceneggiatore e regista statunitense.

## Biografia
Nato nel 1965 in California esordisce nel film indipendente del 1992 Swoon, per la sua controversa interpretazione di Nathan Leopold si guadagna una candidatura agli Independent Spirit Awards. Nel giro di pochi anni diventa un pioniere della scena indie statunitense, partecipando a pellicole come Ho sparato a Andy Warhol, Baciami Guido e Le disavventure di Margaret.
Oltre ad uno svariato curriculum nel cinema indipendente, Chester ha partecipato a due episodi di Law & Order: Criminal Intent e a uno della nota serie televisiva Sex and the City. Nel 2005 scrive, dirige ed interpreta il film a tematica gay Adam & Steve.
Nel 2003 pubblica un'autobiografia intitolata Why the Long Face?: The Adventures of a Truly Independent Actor, in cui racconta la sua travagliata infanzia e i numerosi interventi chirurgici a cui si è sottoposto da quando all'età di undici anni gli è stata diagnostica la sindrome della faccia lunga. Basandosi sulla sua autobiografia è in fase di studio una serie televisiva incentrata sulla sua infanzia.
Nel 2014 lavora come sceneggiatore e story editor della settima stagione della serie televisiva True Blood.
Chester è apertamente gay.

## Filmografia

### Attore cinema
- Swoon, regia di Tom Kalin (1992)
- Grief, regia di Richard Glatzer (1993)
- Frisk, regia di Todd Verow (1995)
- Ho sparato a Andy Warhol (I Shot Andy Warhol), regia di Mary Harron (1996)
- David Searching, regia di Leslie L. Smith (1997)
- Baciami Guido (Kiss Me, Guido), regia di Tony Vitale (1997)
- Shucking the Curve, regia di Todd Verow (1998)
- Le disavventure di Margaret (The Misadventures of Margaret), regia di Brian Skeet (1998)
- Just One Time, regia di Lane Janger (1999)
- Charlie!, regia di Josh Rosenzweig (1999)
- The Anniversary Party, regia di Alan Cumming e Jennifer Jason Leigh (2001)
- Circuit, regia di Dirk Shafer (2001)
- The Experience Box, regia di Reid Green e Florian Sachisthal (2001)
- Bumping Heads, regia di Brian Sloan (2002) - cortometraggio
- Ex-Votos, regia di Todd Verow (2003)
- The Look, regia di David Sigal (2003)
- Quintessence, regia di Dustin Schell (2003) - cortometraggio
- Boys Life 4: Four Play, regia di Phillip J. Bartell, Alan Brown, Eric Mueller e Brian Sloan (2003) (segmento "Bumping Heads")
- Anonymous, regia di Todd Verow (2004)
- Pedro, regia di Nick Oceano (2008)
- Giovani ribelli - Kill Your Darlings (Kill Your Darlings), regia di John Krokidas (2013)
- Call Your Father, regia di Jordan Firstman (2016)

### Attore televisione
- Fuori dal buio (Out of Darkness), regia di Larry Elikann (1994)
- Sex and the City - serie TV, episodio 4x11 (2001)

### Sceneggiatore
- Save Me, regia di Robert Cary (2007)
- The Big Gay Sketch Show – serie TV, 9 episodi (2007-2008)
- True Blood – serie TV, 2 episodi (2014)

### Regista, attore e sceneggiatore
- Adam & Steve (2005)